# Veselényi Orsolya
Nánási-Veselényi Orsolya (Debrecen, 1991. december 10. –) magyar színésznő.

## Életpályája
A derecskei I. Rákóczi György Gimnázium, Szakgimnázium és Kollégiumban érettségizett. Színi tanulmányait 2010 és 2013 között a Békéscsabán a Színitanházban folytatta, ahol osztályvezető tanára Katkó Ferenc volt. A Békéscsabai Jókai Színház társulatának tagja, színészi munkája mellett súgóként és rendezőasszisztensként is tevékenykedik. 

## Fontosabb színházi szerepei
- William Shakespeare: Tévedések vígjátéka... Luca (Adriana szolgálója)
- Anton Pavlovics Csehov: Leánykérés... Natalja Sztyepanovna
- Friedrich Dürrenmatt: Az öreg hölgy látogatása... Loby
- Thomas Mann: Mario és a varázsló... Stúdiós
- E. T. A. Hoffmann – Szurdi Miklós – Szomor György: Diótörő és egérkirály... Ernesta néni
- Jókai Mór: A kőszívű ember fiai... Theresa nővér
- Mikszáth Kálmán: Szent Péter esernyője... Adameczné
- Móricz Zsigmond: Nem élhetek muzsikaszó nélkül... Kisvicákné
- Molnár Ferenc: Liliom... Mari
- Rákosi Viktor – Nemlaha György: Elnémult harangok... Sára
- Szabó Magda: Születésnap... Kucses, Bori osztálytársa
- Szabó Magda: Az ajtó... Polett, barátnő
- Zalán Tibor – Huzella Péter: Hetvenhét... Brumi maci, medve
- Maurice Hennequin – Pierre Veber: Törvénytelen randevú... Sophie, szolgálólány
- Bartus Gyula: Lovak... Harmadik munkaló
- David Yazbek: Alul semmi... Susan Hershey, Pam és Georgie barátnője
- Wass Albert: Tizenhárom almafa... Duduica; Pincérnő
- Szabó Attila – ifj. Mlinár Pál – Lovas Gábor: Holló Jankó... Babusa, a cigányasszony
- Theodor Mouche – Stella Adorján – Békeffi István: Pezsgős vacsora... Irmuska
- Neil Simon – Cy Coleman – Dorothy Fields: Sweet Charity... Carmen
- Ken Kesey – Dale Wasserman: Kakukkfészek... Pilbow nővér
- Koltay Gábor – Koltay Gergely – Kormorán együttes: Trianon... Felvidéki menekült asszony

## Filmek, tv
- Federico García Lorca: Bernarda Alba háza (színházi előadás tv-felvétele)
- A mi kis falunk (magyar sorozat, 2024)